# Lophura swinhoii
Il fagiano di Swinhoe (Lophura swinhoii (Gould, 1863)) è un uccello della famiglia dei Fasianidi endemico dell'isola di Taiwan. Deve il nome al suo scopritore, il naturalista britannico Robert Swinhoe (1836-1877).

## Descrizione

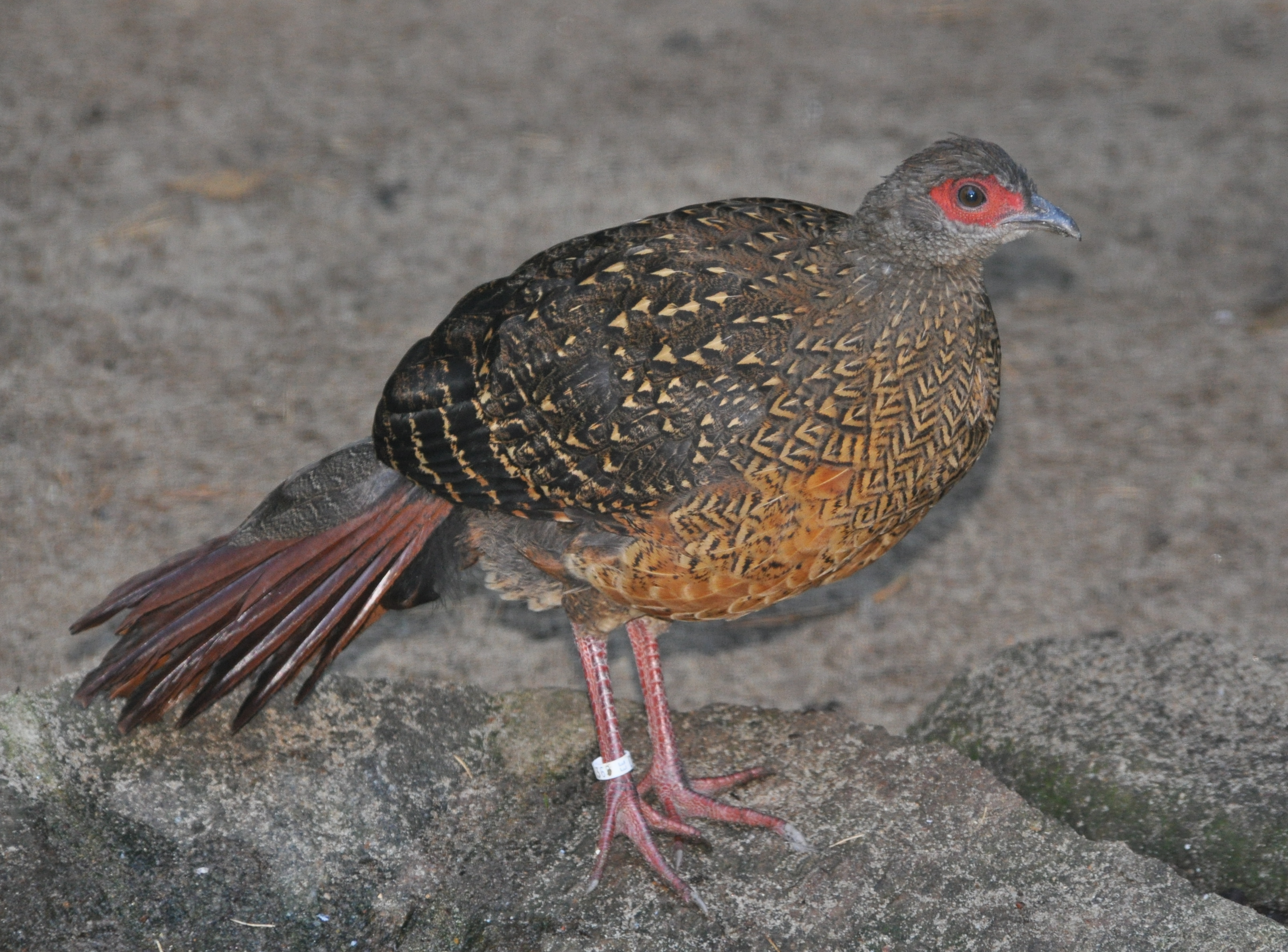
Una femmina.

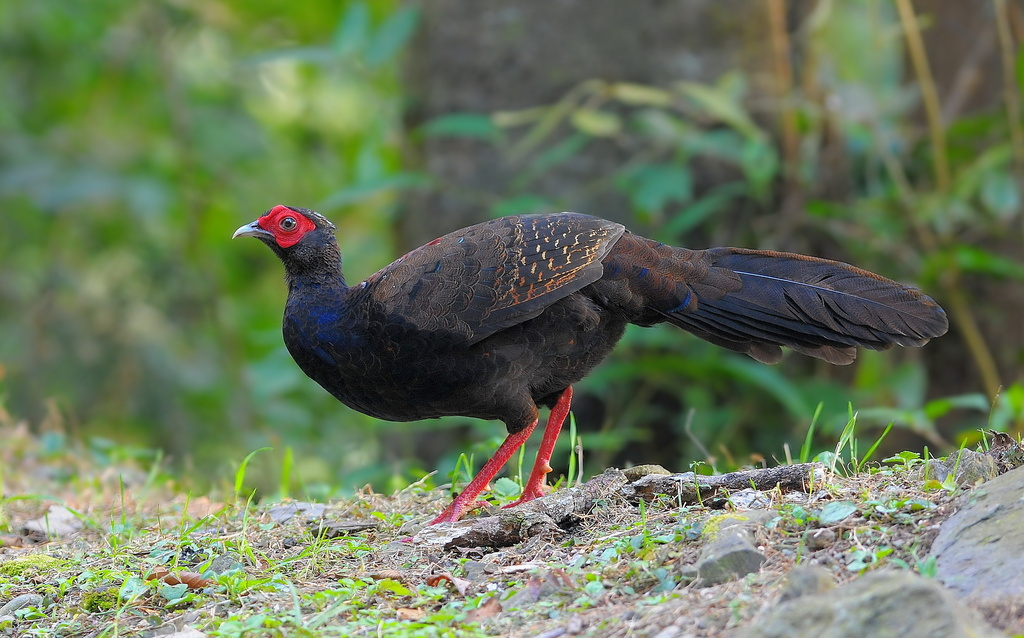
Un giovane maschio.

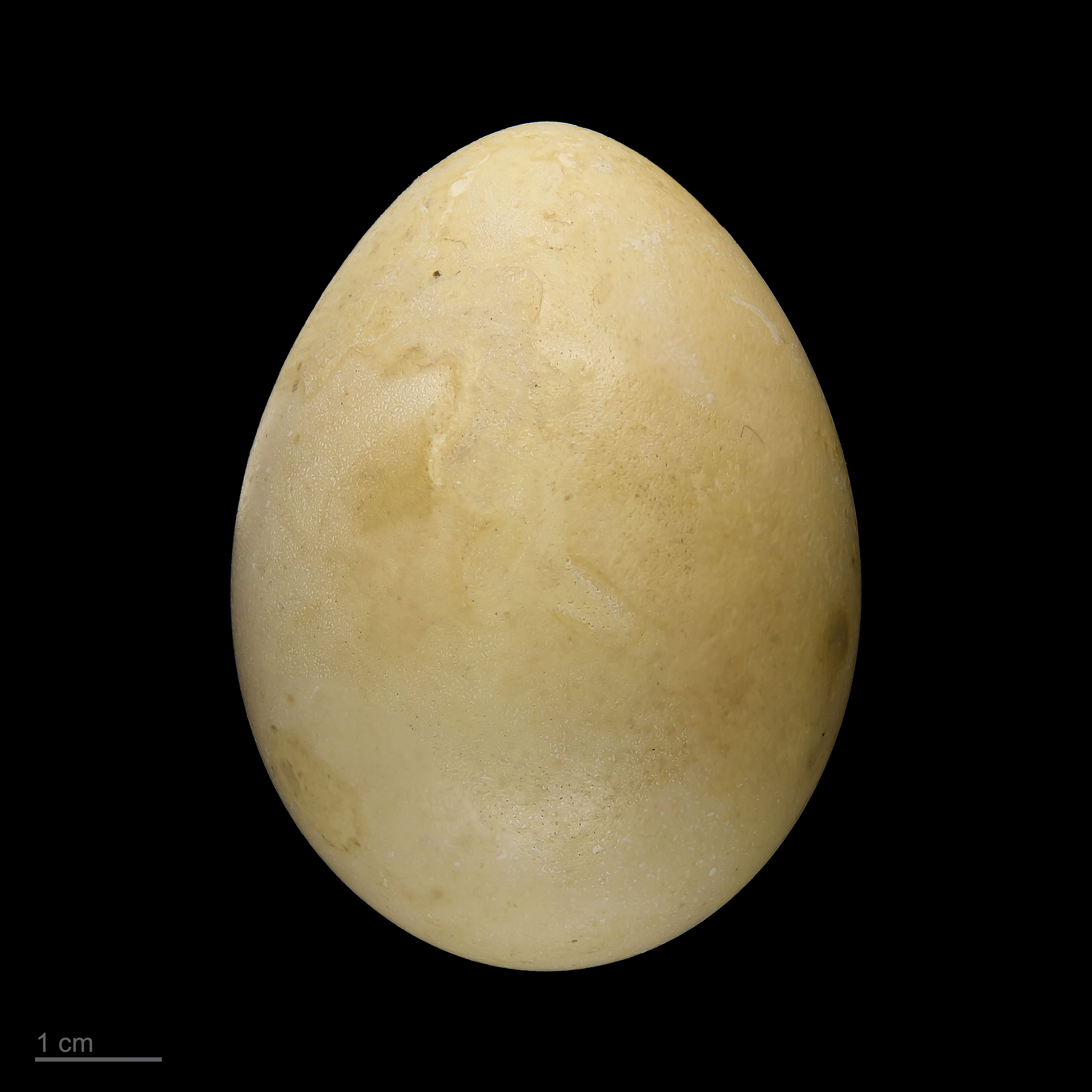
Uovo di Lophura swinhoii.

### Dimensioni
Il maschio misura 75-85 cm di lunghezza, dei quali 40-50 spettanti alla coda, per un peso di 1000-1300 g. La femmina è leggermente più piccola: 45-55 cm di lunghezza, dei quali 20-25 spettanti alla coda, per un peso di 800-1000 g.

### Aspetto
Sotto molti aspetti, somiglia al fagiano di Edwards. Tuttavia, si differenzia da questo per le dimensioni maggiori, la corta cresta bianca, la testa, il collo e il petto blu e le caruncole facciali rosse più sviluppate. Una larga striscia longitudinale bianca corre lungo la parte alta del dorso, incorniciata dalle scapolari bruno-rossastre. Le copritrici alari sono nere con riflessi metallici verdi, la piuma centrale della coda è bianca. Le femmine sono prevalentemente marroni e il loro piumaggio è costellato da segni triangolari di colore giallo-camoscio. All'età di un anno i giovani maschi appaiono già quasi identici agli adulti, pur differenziandosene per il piumaggio più opaco e per l'ampia fascia dorsale bianca macchiata di marrone.

## Biologia

### Comportamento
È una specie poco socievole, che al di fuori della stagione riproduttiva conduce un'esistenza solitaria. Da aprile a settembre è possibile osservarlo in gruppi ridotti, costituiti dalle femmine con i propri pulcini o da piccole bande di giovani immaturi. Gli esemplari adulti hanno pochi predatori naturali, anche se talvolta sono stati avvistati degli astori crestati che divoravano degli esemplari morti. Al contrario, numerosi mammiferi e allocchi attaccano regolarmente i pulcini. Allo stesso modo, altri mammiferi e serpenti saccheggiano i nidi e amano molto le uova. Quando avverte la presenza di un pericolo, la femmina lancia un richiamo di allarme per permettere ai pulcini di nascondersi nella vegetazione. Inizia quindi una manovra diversiva per allontanare il predatore dal nido. Se riesce nell'intento, si affretta allora a raggiungere il nido per spostare i giovani e mettere al sicuro la nidiata.

### Alimentazione
Quando vanno in cerca di cibo, i fagiani di Swinhoe seguono ogni giorno lo stesso tragitto. Indizi e tracce visibili qua e là nella vegetazione consentono di determinare il percorso seguito. Questi percorsi non sono permanenti e lo stesso esemplare può avere diversi ingressi che lo conducono alla sua area di foraggiamento. Il fagiano di Swinhoe è attivo all'alba e alla fine della giornata, soprattutto quando la presenza di fitta nebbia rende la visibilità molto scarsa. L'esame degli stomaci ha consentito di determinare la sua dieta, costituita principalmente da semi di piante erbacee, fiori, muschi, frutti e da una percentuale minore di insetti quali termiti, farfalle, cavallette e coleotteri. Quando le risorse alimentari sono abbondanti, la ricerca di cibo viene effettuata in gruppo, ma se gli individui sono troppo vicini gli uni agli altri si beccano a vicenda per incoraggiarsi a mantenere le distanze.

### Riproduzione
I nidi sono così ben nascosti che è molto difficile localizzarli. Sono collocati a terra in luoghi segreti riparati da ceppi e rocce che li proteggono dai predatori e dalle intemperie. A volte il nido viene costruito su un albero ben nascosto dalla vegetazione. La femmina depone da 3 a 6 uova che vengono covate per 25-28 giorni. Nel giro di 2 o 3 giorni i pulcini sono in grado di avventurarsi fuori dal nido da soli. Sono coperti di piumino e iniziano a sviluppare il loro piumaggio a partire dalla terza settimana di vita. I giovani sono molto simili alle femmine. I giovani maschi devono attendere la fine dell'inverno prima di iniziare a indossare la loro livrea da adulti.

## Distribuzione e habitat
Scoperto nel 1862 dal naturalista inglese Swinhoe, allora console a Formosa, questo fagiano vive unicamente su quest'isola. La sua biologia allo stato selvatico è tuttora poco conosciuta; tuttavia, sappiamo che il suo habitat è costituito dalle fitte foreste di latifoglie ad altitudini inferiori ai 2500 metri. Quando è in cerca di cibo frequenta anche paesaggi aperti come i sentieri forestali e i margini del bosco. La specie vive prevalentemente a livello del suolo nelle foreste dotate di una canopia piuttosto fitta e di un sottobosco rado. Può essere comunque scorto occasionalmente in vecchi boschetti secondari, nelle piantagioni di bambù o persino nelle foreste miste. Dal momento che la maggior parte delle foreste che si trovano ad altitudini medio-basse sono state ormai distrutte dalla deforestazione, le popolazioni di fagiano trovano le proprie condizioni ideali intorno ai 1000 m, pur rimanendo sotto la minaccia di possibili danni al loro habitat.

## Conservazione
Negli anni '50 del secolo scorso la specie è stata considerata come prossima ad estinguersi allo stato selvatico. Oggi, grazie ad un efficace programma di protezione sostenuto da immissioni in natura di soggetti nati in cattività, la specie può considerarsi recuperata e stabile. Occorre tuttavia non abbassare la guardia in quanto la deforestazione di intere aree in cui essa è solita vivere, la caccia, il bracconaggio e le catture illegali di soggetti vivi, ai quali si sommano le aggressioni dei numerosi predatori naturali, possono rappresentare una grave minaccia per il suo futuro.